# Eda distrikt
Eda distrikt är ett distrikt i Eda kommun och Värmlands län. Distriktet ligger omkring Charlottenberg i västra Värmland och gränsar till Norge.

## Tidigare administrativ tillhörighet
Distriktet inrättades 2016 och utgörs av Eda socken i Eda kommun.
Området motsvarar den omfattning Eda församling hade vid årsskiftet 1999/2000.

## Tätorter och småorter
I Eda distrikt finns tre tätorter och två småorter.

### Tätorter
- Charlottenberg
- Eda glasbruk
- Åmotfors (del av)

### Småorter
- By
- Eda

### Övriga orter
- Södra Ämterud